# Vovčanský rajón
Vovčanský rajón (ukrajinsky Вовчанський район) byl rajón v Charkovské oblasti na Ukrajině. Hlavním městem byl Vovčansk a rajón měl přibližně 47 tisíc obyvatel. 

## Sídla v rajónu
- Bilyj Koloďaz
- Staryj Saltiv
- Vilča
- Vovčansk